# Communauté de communes du Val de Braye
Pour les articles homonymes, voir CCVB.
La communauté de communes du Val de Braye est une ancienne communauté de communes française, située dans le département de la Sarthe et la région Pays de la Loire.

## Histoire
Le 31 décembre 2016, neuf communes quittent la communauté de communes pour rejoindre la communauté de communes du Pays de l'Huisne Sarthoise : Champrond, Courgenard, Gréez-sur-Roc, Lamnay, Melleray, Montmirail, Saint-Jean-des-Échelles, Saint-Maixent et Saint-Ulphace.
Réduite à six membres, elle fusionne au 1er janvier 2017 avec la communauté de communes du Pays calaisien pour former la communauté de communes des Vallées de la Braye et de l'Anille.

## Composition
La communauté regroupait début 2016 quinze communes (les neuf de l'ancien canton de Montmirail et les six de l'ancien canton de Vibraye) intégrées en 2015 dans le canton de Saint-Calais :
1. Berfay
2. Champrond
3. Courgenard
4. Dollon
5. Gréez-sur-Roc
6. Lamnay
7. Lavaré
8. Melleray
9. Montmirail
10. Saint-Jean-des-Échelles
11. Saint-Maixent
12. Saint-Ulphace
13. Semur-en-Vallon
14. Valennes
15. Vibraye

## Administration
| Période      | Période       | Identité       | Étiquette | Qualité                |
| ------------ | ------------- | -------------- | --------- | ---------------------- |
| janvier 1998 | avril 2008    | Roland Pitard  |           | Maire de Dollon        |
| avril 2008   | avril 2014    | Daniel Lauger  |           | Maire de Saint-Maixent |
| avril 2014   | décembre 2016 | Gérard Clément | EÉLV      | Maire de Gréez-sur-Roc |